# Трипс (замок)
Трипс (нем. Schloss Trips) — замок на воде в долине реки Вурм на северо-восточной окраине города Гайленкирхен в земле Северный Рейн-Вестфалия, Германия. Комплекс является самой известной водной крепостью на западной границе Германии. Трипс остаётся ярким примером средневекового замка, который совмещал как фортификационные функции, так и служил роскошной загородный резиденцией для своих владельцев. 

## История

### Ранний период
Первые упоминания об укреплениях окружённых водой на месте нынешнего замка относятся к 1172 году, когда речь идёт о дворянине по имени Мейнерус фон Трипс. Однако, возможно, фортификационные сооружения имелись здесь и раньше.  
С XIV века замок Трипс известен как резиденция рода Берге фон Трипс. Спустя несколько поколений в 1342 году Йоханнес фон Трипс уже именуется в голландских хрониках как Ян III, герцог Брабантский. Йоханнес фон Трипс построил первую резиденцию на месте прежних укреплений. В 1376 году семья фон Трипс породнилась с родом фон Берге. И через некоторое время родовая фамилия стала звучать как Берге фон Трипс. 
В ходе перестроек оборонительные сооружения замка неоднократно усиливались. Центром обороны стала 7-этажная мощная башня. 

### Со времён Ренессанса до XXI века

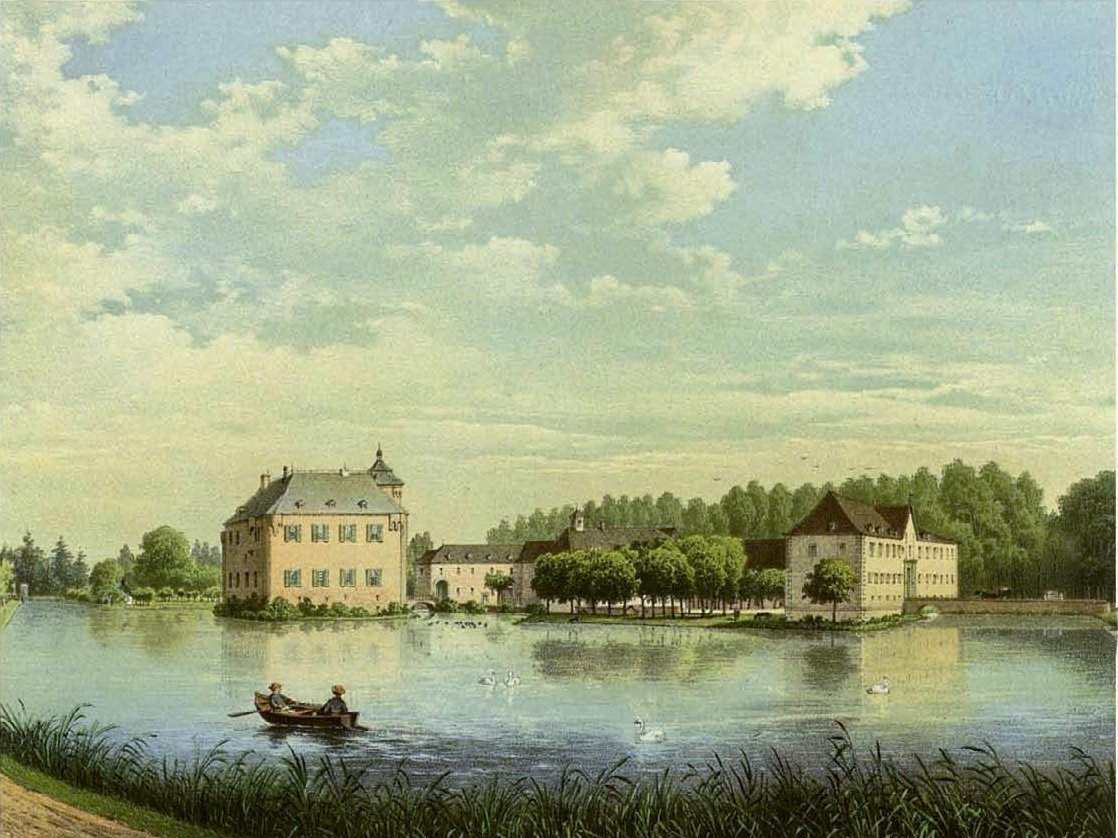
Замок Трипс на картине середины XIX века

В 1622 году владельцем замка Трипс стал Герман ван Хоэнсбрук. Род фон Хоэнсбрук оставался владельцем резиденции до XVIII века. 
В 1755 году произошло землетрясение, в результате которого здания замка серьёзно пострадали. Потребовался капитальный ремонт. Владельцы замка воспользовались этим как возможностью перепроектировать комплекс из крепости в загородное поместье. В то же время интерьеры были перепроектированы и модернизированы.  
К югу от замка во второй половине  XVIII века на отдельном острове был разбит сад в стиле барокко. По проекту все аллеи, кустарники и деревья оказались  симметричными. Сад и внешний парк занимали территорию более 8 гектаров.    
В бывшем форбурге разместили конюшни, склады и различные хозяйственные службы. К главным зданиям через пруд вместо разводного моста построили стационарную каменную переправу.   
В первой половине XIX века комплекс перешёл в собственность баронов фон Эйнаттен. Новые владельцы серьёзно перестроили и расширили замок, но большинство зданий сохранили облик в стиле барокко. Потомки баронов фон Эйнаттен проживали здесь до конца 1980-х годов.

### XX и XX века
Вторая мировая война оставила чёрный след в истории замка. В ходе бомбардировок, которые проводили союзники в 1944 году, барочный сад был полностью уничтожен, а южное крыло форбурга разрушено.  
Только в 1965 году владельцы смогли начать полноценные восстановительные работы. Однако возникли новые проблемы. Понижение уровня грунтовых вод добавило угрозу прочности сооружений. Ремонтные работы продолжались до 1980-х годов.  
18 августа 1982 года дворцовый комплекс Трипс включён в число национальных памятников архитектуры. 
В 1989 году супруги Эйнаттен продали владение богатому предпринимателю из Керпеня Герберту Хиллебранду. Он решил превратить одно из крепостных зданий в собственную резиденцию, а бывшую усадьбу переделать в небольшую гостиницу с рестораном. Однако в течение нескольких последующих лет Хиллебрнад отказался от первоначальных замыслов. 
В начале XXI века Трипс приобрёл предприниматель Франц Дэвис. Он перестроил и расширил два главных здания замка были. С той поры они функционируют как дом престарелых. Пожилые люди проживают здесь постоянно (всего предусмотрено 80 мест). По этой причине экскурсии в замок (не чаще чем раз в месяц) возможны только по особой договорённости.

## Описание
Дворцовый комплекс состоит из двух зданий, которые служили фортификационными сооружениями, из господской усадьбы и сада. Причём каждый из этих объектов размещался на отдельном острове, которые находились в длинном прямоугольном водоёме. Вокруг пруда находятся длинные каштановые аллеи.

## Галерея

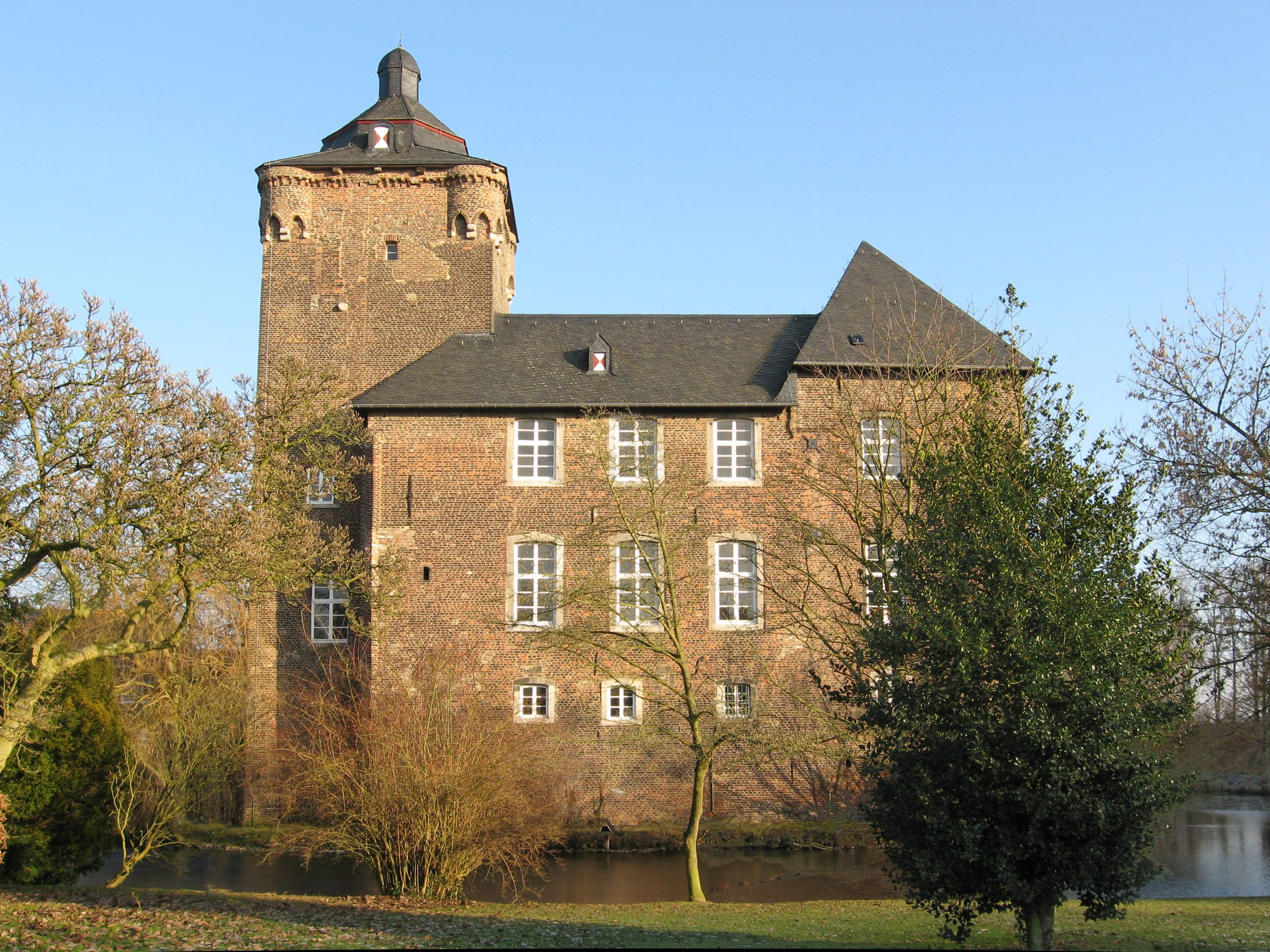
Господский дом с юго-восточной стороны
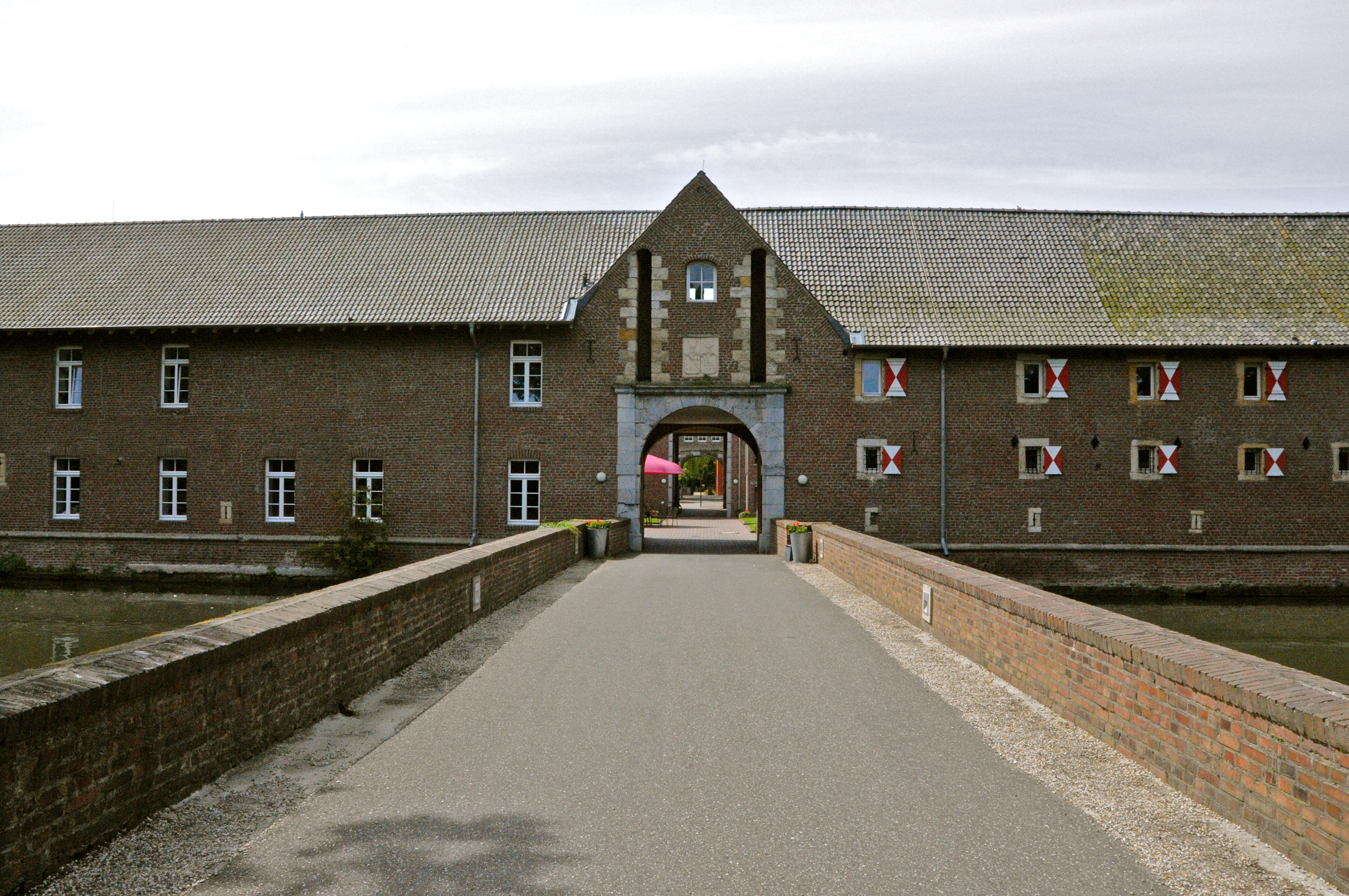
Форбург замка с северной стороны комплекса
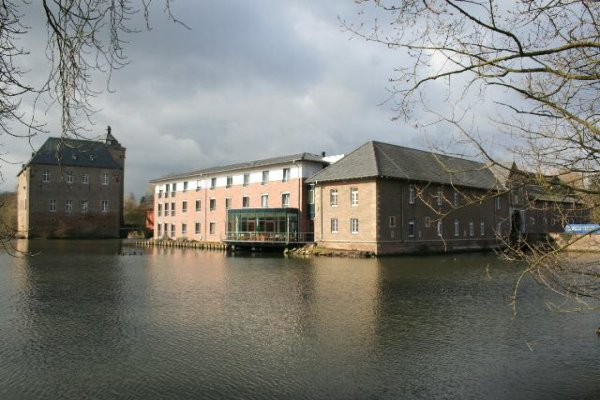
Замок Трипс со стороны воды
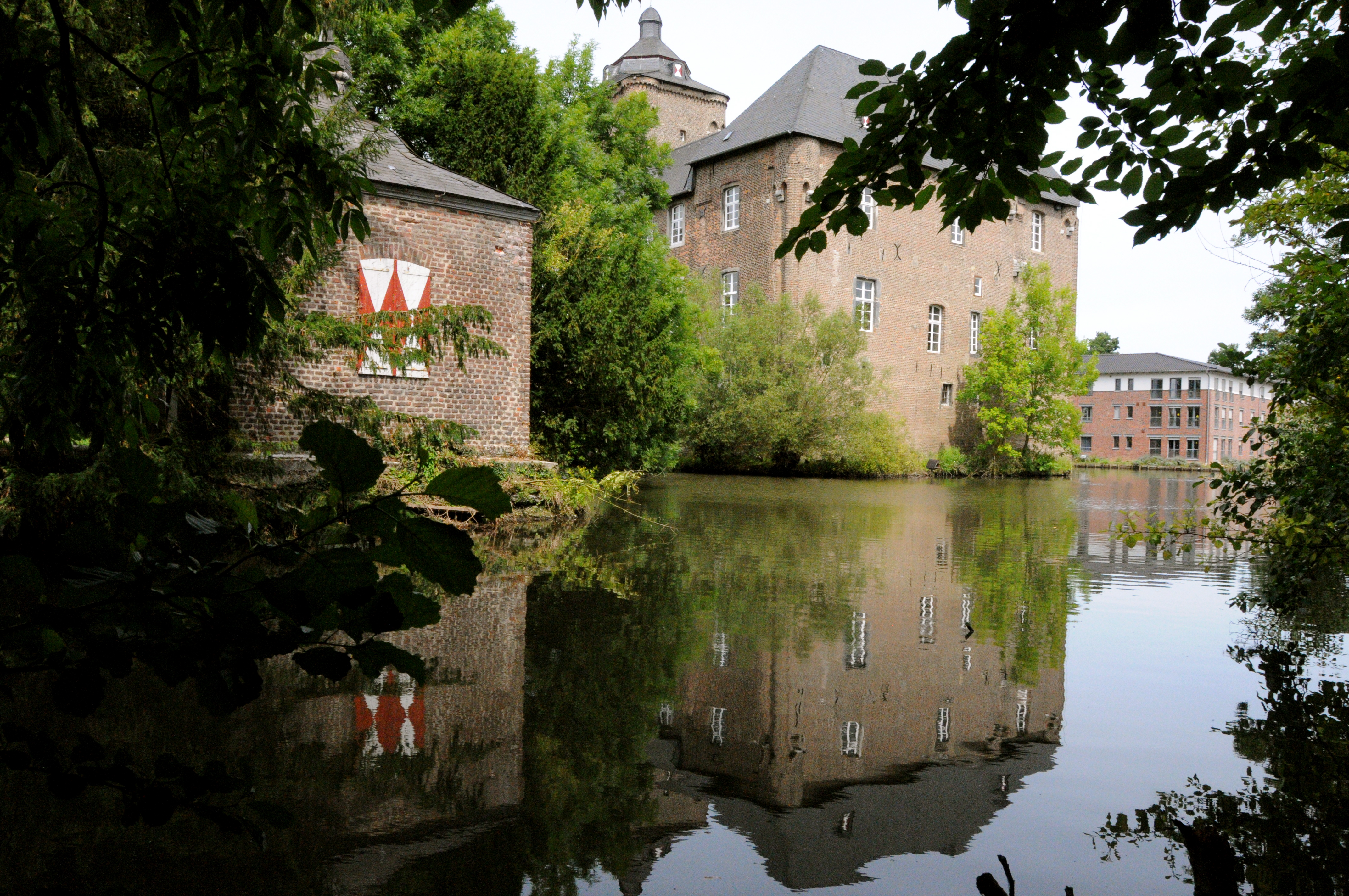
Вид замка с южной стороны
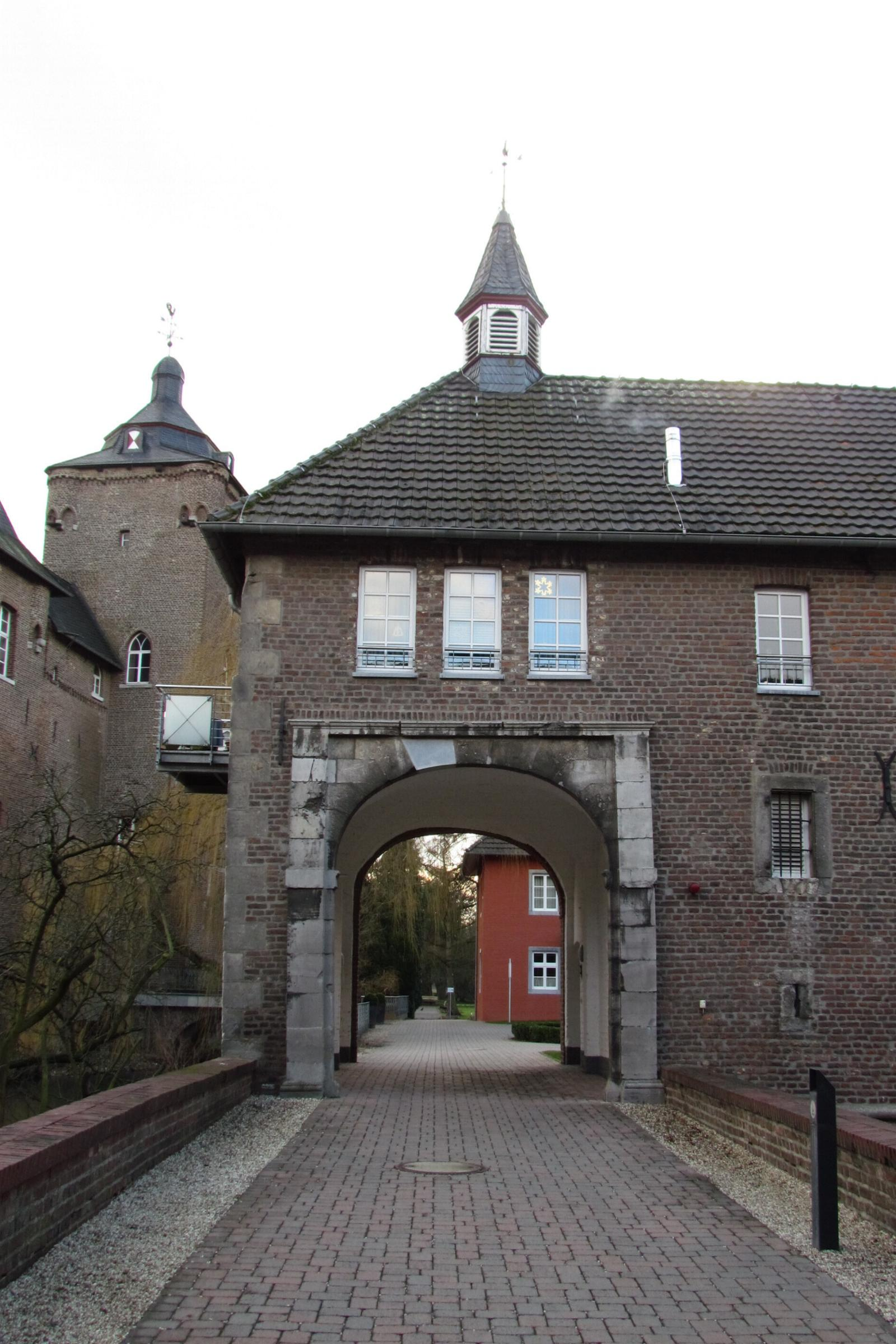
Капелла на втором этаже над воротами